# Phacodes distinctus
Phacodes distinctus là một loài bọ cánh cứng trong họ Cerambycidae.